# 중국역사문화명진
중국역사문화명진(중국어: 中国历史文化名镇)는 중화인민공화국 건설부와 국가문물국이 제정한 문화유산 보호제도 가운데, 국가급의 역사문화 지구에 대해서 제정되는 명칭이다.

## 개요
문화유산이 풍부하고 역사적 가치 또는 기념할 만한 의미가 깊은 지역, 또 과거의 전통적 풍치를 가지고 있고 지방 민족의 특색이 있는 지역에 제정된다. 보통 중국역사문화촌(중국어: 中国历史文化名村)과 동시에 발표된다. 현재 143건이 리스트되고 있다. 현재 2003년부터 4차에 걸쳐 발표되었다.
- 제1차，2003년 10월 8일 공포，모두 10건；
- 제2차，2005년 9월 16일 공포，모두 34건；
- 제3차，2007년 5월 31일 공포，모두 41건；
- 제4차，2008년 12월 23일 공포，모두 58건。

## 선정기준
건설부와 국가문물국이 제정하는 선정 조건과 선정 기준은 다음과 같다.
- 역사적 가치와 풍치·특색: 건축 유산, 문화유산, 사적, 전통 문화가 비교적 집중하고 있어, 과거의 풍치를 남겨 있거나, 민족의 특색을 나타내거나, 한편 역사·문화·예술·과학적 가치의 높은 것. 특히 청대 이전의 건축 또는 중국의 공산주의 혁명사에 있어 중대한 영향이 있던 전통 건축군, 기념물, 유적 등에서 기본적으로 보존상태가 양호한 것.

- 보존정도: 지구 내의 역사 건축군, 건축 그 자체, 그 세부 및 주변 환경이 기본적으로 그 모습 그대로 보존되고 있는 것 또는 벌써 과거 파괴되어 경우는 어느 정도 복구된 것. 또는 당시의 건축 또는 주변 환경이 파괴되고 있었을 때는 골자의 부분 또는 세부가 보존 또는 구조·양식이 남아 있는 것.

- 규모: 지구 내의 역사건축의 면적이 5,000평방미터 이상 있는 것.
- 관리체제의 정비: 관리 조직, 전담인원, 전용의 보호기금이 준비되어 있는 것.

## 같이 보기
- 중국국가5A급여유경구
- 국가중점풍경명승구
- 국가역사문화명성
- 전국중점문물보호단위
- 중국의 세계유산